# Enteromius jae
Enteromius jae (Syn.: Barbus jae) ist ein kleiner in Niederguinea (u. a. im Dja, Kouilou-Niari, Ogooué und Wouri) und im Kongobecken vorkommender Karpfenfisch. Die Art wurde nach dem Fluss Ya in Südkamerun benannt.

## Merkmale
Enteromius jae wird lediglich 3,8 cm lang und hat einen langgestreckten, seitlich abgeflachten Körper, radial gestreifte Schuppen, ein endständiges Maul und keine Barteln. Die Fischchen sind von gelblicher, rotbrauner bis kräftig roter Grundfarbe, die Schuppen haben dunkelbraune Ränder. Männchen sind intensiver gefärbt, oft kräftig rot. Ein deutlicher, ovaler, dunkler Fleck liegt hinter dem Kiemendeckel, ein weiterer auf dem Schwanzflossenstiel. Dazwischen finden sich drei bis elf weniger deutliche Flecken, von denen der erste stets unterhalb des Beginns der Rückenflosse liegt.
- Flossenformel: Dorsale iii/7–8, Anale iii/5, Pectorale 13–15, Ventrale 8–9.
- Schuppenformel: 3,5/18–25/3,5/2/8–10, SL 2–6.
- Wirbel: 29–31.

Der Rückenflossenrand ist gerade, der letzte der drei nicht verzweigten Flossenstrahlen ist nicht verknöchert, nicht gesägt und immer kürzer als der Kopf.